# Chiesa cattolica in Liechtenstein
La Chiesa cattolica in Liechtenstein conta circa 25.730 battezzati dei 33.863 abitanti (76,0%) del piccolo principato. Vi sono 10 parrocchie su un territorio di circa 160 km², con 21 preti diocesani, 10 regolari e 47 suore.

## Storia
La storia del cristianesimo in Liechtenstein è legata alle vicende della diocesi di Coira, di cui l'area originariamente faceva parte, costituitone un decanato.
La Costituzione del Principato riconosce il cattolicesimo come religione ufficiale e dichiara che la Chiesa cattolica "gode della piena protezione dello Stato" e considera priorità del governo "tutelare il credo religioso della popolazione", riconoscendo anche la libertà di culto per le altre religioni.
Il 28 agosto 1985 Santa Sede e principato del Liechtenstein strinsero ufficialmente rapporti diplomatici; precedentemente le relazioni erano curate in modo informale dal nunzio in Svizzera. Pochi giorni dopo, l'8 settembre 1985, papa Giovanni Paolo II fu il primo pontefice a compiere una visita pastorale nel principato.
Il 2 dicembre 1997 lo stesso papa eresse l'arcidiocesi di Vaduz, immediatamente soggetta alla Santa Sede, nominando primo arcivescovo l'allora vescovo di Coira, Wolfgang Haas.

## Organizzazione territoriale
L'intero territorio del principato è incluso nell'arcidiocesi di Vaduz, immediatamente soggetta alla Santa Sede e unica circoscrizione ecclesiastica presente.

## Nunziatura apostolica
La nunziatura apostolica del Liechtenstein è stata eretta il 28 agosto 1985; fin dalla sua istituzione è affidata al nunzio in Svizzera.

### Nunzi apostolici
- Edoardo Rovida (7 marzo 1987 - 15 marzo 1993 nominato nunzio apostolico in Portogallo)
- Karl-Joseph Rauber † (16 marzo 1993 - 25 aprile 1997 nominato nunzio apostolico in Ungheria e Moldavia)
- Oriano Quilici † (8 luglio 1997 - 2 novembre 1998 deceduto)
- Pier Giacomo De Nicolò † (21 gennaio 1999 - 8 settembre 2004 ritirato)
- Francesco Canalini (8 settembre 2004 - 2011 ritirato)
- Diego Causero (28 maggio 2011 - 5 settembre 2015 ritirato)
- Thomas Edward Gullickson (5 settembre 2015 - 31 dicembre 2020 ritirato)
- Martin Krebs, dal 3 marzo 2021